# Sinal Livre
Sinal Livre é um programa jornalístico brasileiro com o formato policialesco transmitido pela TV Bandeirantes Amazonas. É apresentado por Willace Souza. De 1998 a 2009, foi conhecido como Canal Livre, e de 2013 a 2016, era chamado de Programa Livre.

## História
O programa foi criado em 1996 com o nome Espaço Livre, e era exibido originalmente na então TV Rio Negro, afiliada à Rede Bandeirantes. Inicialmente, era composto por uma espécie de tribuna, onde Wallace Souza exibia matérias produzidas por ele, sempre mostrando a ineficiência do poder público e cobrando as autoridades competentes uma solução para os problemas. 
Em 1998, o programa muda de nome para Canal Livre, e passa a adotar um formato semelhante ao do Programa do Ratinho, com denúncias, casos de polícia, brincadeiras e um auditório de no máximo 50 pessoas, cuja apresentação era dividida por Wallace Souza e seus dois irmãos, Carlos Souza e Fausto Souza, este último responsável pelas reportagens de rua.
O Canal Livre ficou conhecido por exibir corpos de pessoas assassinadas e famílias chorando ao redor deles, e por sempre chegar nos locais antes da polícia, imagens que eram comentadas por Wallace, sempre com uma cobrança ao poder público. Carlos e Wallace também ganharam visibilidade política através do programa: "Nunca neguei para as pessoas que o Canal Livre sempre representou um porcentual muito grande na minha eleição e do Carlos", afirmou Wallace.

Logotipo do programa utilizado em sua segunda fase, de 2013 a 2016.

Em outubro de 2007, o programa deixou de ser exibido pela TV Rio Negro, em razão de desavenças políticas com o então proprietário da emissora e deputado federal, Francisco Garcia. Em 28 de março de 2008, retornou ao ar, desta vez na TV Em Tempo, afiliada ao SBT. O estúdio do programa passou a ser localizado no Olímpico Clube, contando com um espaço para mais de 300 lugares. Em 2009, com a repercussão nacional e internacional do escândalo envolvendo os irmãos Souza, o programa sai do ar.
Em 12 de abril de 2013, após fechar novo contrato com a TV Em Tempo, o programa volta ao ar, desta vez com o nome Programa Livre, e a apresentação de Carlos Souza. Em 2016, é novamente descontinuado.
Em 15 de janeiro de 2020, o programa retorna em uma versão exibida somente na internet com o nome Canal Livre, sendo apresentado por Willace Souza, filho de Wallace Souza.
Em 23 de agosto de 2021, o programa reestreia novamente na televisão, desta vez na Band Amazonas, retornando assim para a emissora na qual estreou originalmente, com a apresentação de Willace Souza, e o nome Sinal Livre, restaurando o elenco e formato adotado em suas versões anteriores.

## Controvérsias
No dia 11 de maio de 2010, uma ex-repórter do Canal Livre, a jornalista Gisele Vaz, afirmou em depoimento prestado na 2ª Vara Especializada em Crimes de Uso e Tráfico de Entorpecente (2ª Vecute), que participou de pelo menos uma das reuniões em que Wallace Souza tramava, junto a mais três pessoas, o assassinato da juíza federal Jaiza Fraxe.
Em 31 de maio de 2019, o serviço de streaming on demand Netflix disponibiliza a série Bandidos na TV, que retrata a história de Wallace e seus irmãos no programa, além de mostrar as acusações nas quais o apresentador encomendava mortes para exibir ao público, aumentando a repercussão e a audiência do Canal Livre. A série é dividida em sete episódios e foi distribuída em 190 países, tendo a direção de Daniel Bogado. "Essa história tem uma premissa cativante. Um apresentador que, supostamente, matou pessoas para transmitir as mortes no seu programa. Quando começamos a pesquisar, constatamos que isso é apenas o ponto de partida. Os acontecimentos seguintes são repletos de reviravoltas e choques", disse Bogado.